# Fernando Villalón

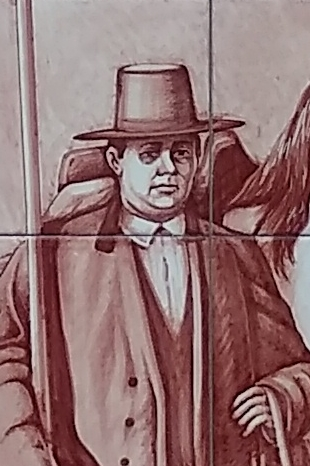
Fernando Villalón

Fernando Villalón Daoíz y Halcón, Graf von Miraflores (* 31. Mai 1881 in Morón de la Frontera, Provinz Sevilla; † 8. März 1930 in Madrid) war ein spanischer Dichter und Kampfstierzüchter.
Villalón besuchte in seiner Jugend die Mittelschule in El Puerto de Santa María. Dort gehörte Juan Ramón Jiménez zu seinen Klassenkameraden, mit dem er Freundschaft schloss. Er erbte die familiäre Farm in Andalusien, wo er sich meist aufhielt und das Leben eines Aristokraten und Kampfstierzüchters führte. Erst ab 1926 beschäftigte er sich verstärkt mit der Poesie und pflegte Bekanntschaft mit jüngeren Dichtern der Generation von 1927 (u. a. Rafael Alberti), die seine Lebensfreude und Großzügigkeit bewunderten. Er finanzierte und redigierte die Zeitschrift Papel de Aleluyas, die von 1927 bis 1928 in Huelva und Sevilla gedruckt wurde.
Villalón veröffentlichte in den späten 1920er Jahre drei Gedichtbände, die ihn als Repräsentanten des andalusischen Neopopularismus und des Surrealismus zeigen. Seine folkloristischen Poesien behandeln vor allem Themen aus seiner Heimat. In seiner Balladensammlung Romances del Ochocientos (Málaga 1929) ist eine Neigung für den Stil und die Themen von Federico García Lorca bemerkbar.

## Werke
- Andalucía la Baja, Madrid 1926
- La Toriada, Málaga 1928
- Romances del Ochocientos, Málaga 1929
- Poesías completas, Madrid 1944, mit einer Einleitung von José María de Cossío